# Blick
Blick – największy tabloid w Szwajcarii. Sprzedawanych jest codziennie 275 tys. egzemplarzy, a czyta go 750 tys. ludzi. Niedzielne wydanie pod nazwą „Sonntagsblick” sprzedaje się w 300 tys. egzemplarzy. Właścicielem jest Ringier AG. Ukazuje się od 1959 roku. Koncentruje się na skandalach, przestępstwach i sporcie. Gazeta jest krytykowana za rzekome szukanie sensacji i przeinaczenie faktów.